# Suzanne Françoise L'Huillier
Suzanne Françoise L'Huillier, née à Genève en 1794 et morte en 1822 à Schliengen en Allemagne, est une artiste miniaturiste suisse.

## Biographie
Elle est la fille de François L'Huillier, sculpteur sur ivoire et de Marie Lantelme. Le 21 juin 1821 elle épouse le peintre et miniaturiste sur ivoire Charles Perregaux et meurt l’année suivante.

## Parcours professionnel
Suzanne L'Huillier travaille en Suisse et en France. Jusqu’en 1820 elle signe ses œuvres Suzanne Françoise L’Huillier, puis après son mariage, Mme Perregaux, d’où une certaine confusion avec les œuvres attribuées à son mari. Elle expose à Genève en 1820.

## Collections publiques
- Le Musée d'art et d'histoire de Genève possède Portrait d’un jeune Genevois  et un autoportrait[5]
- Celle : Bomann-Museum : Jeune femme assise (fait partie de la Collection de miniatures Tansey)[6]

## Sources
- Article Suzanne Françoise L'Huillier du SIKART en ligne
- Union List of Artist Names